# Дед Пихто

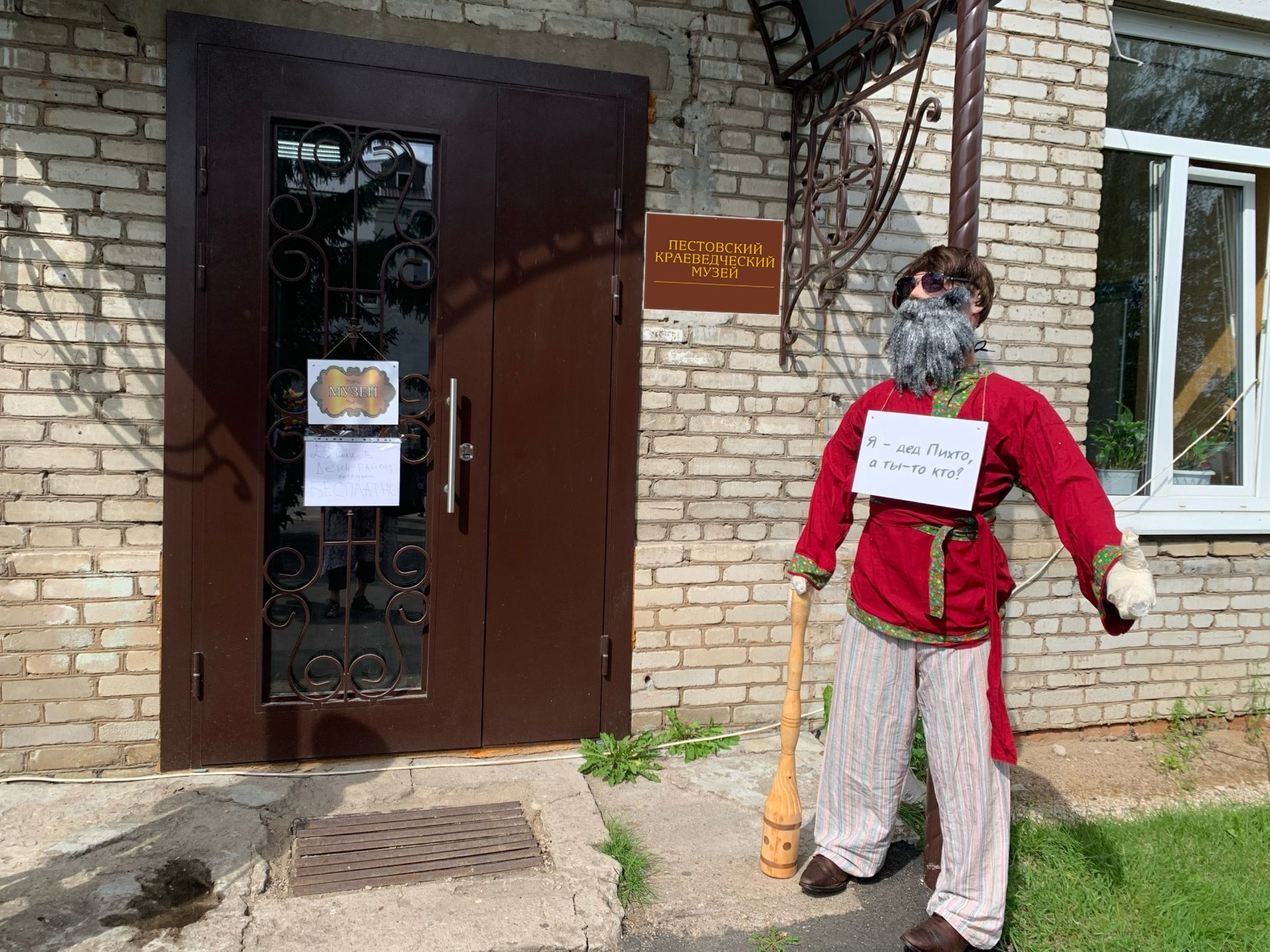
Дед Пихто у краеведческого музея в городе Пестово Новгородской области.

Дед Пихто́ (дед Пыхто́) — персонаж русского диалогического фразеологизма (присловия, ответной фразеореплики), укоренившийся в массовой культуре.

## Происхождение и первоначальная семантика имени
Основная, наиболее свернутая форма данного диалогического фразеологизма выглядит так: «— Кто? — Дед Пихто!».
Филолог Галина Мандрикова отмечает, что функция фразеореплик-ответов на вопросительные слова заключается в отклонении вопросительной реплики как неуместной и часто употребляется при нежелании отвечать на поставленный вопрос. Кроме того, ответные фразеореплики зачастую служат для замены табуированной непристойной лексики, то есть выполняют функцию эвфемизмов.

## Использование в художественной литературе
- Василий Гроссман в романе «Степан Кольчугин», написанном в 1937—1940 году:

Однажды Марфа сказала:
— Приходил заказчик, работу дал.
— Кто? — сразу взволновавшись, спросил Стёпка.
— Ну кто — дедушка Пихто. Звонков. — Она посмотрела на мальчика и, погрозив пальцем, добавила: — Ты только одно помни, Стёпка, что я тебе в тот раз сказала.
— Гроссман В. С. Степан Кольчугин. Часть 1. — М.: Гослитиздат, 1937. — 192 с.
- Виктор Авдеев в повести «У нас во дворе» в 1940 году:

Оставив дверь в чулан открытою, Филька подошел поближе и, собравшись с духом, спросил:
— Ты кто?
— Дед Пихто! — усмехнулся красный.
— Авдеев В. Ф. У нас во дворе. — М.: Советский писатель, 1940. — С. 201.

## Вторичное переосмысление и использование в современной культуре
В отличие от английского «старого дедушки Койля» за именем «Дед Пихто» (вероятно как и за другими именами собственными из фразеологизмов: Кудыкиной горой, царём Горохом, гоняющим телят Макаром, Эниками-Бениками и т. п.) не стоит никакого более широкого контекста, «осколком» которого оно бы могло быть. Однако для современной культуры это не является препятствием, и она постепенно создаёт такой контекст для Деда Пихто. Важным фактором в этом процессе выступает то, что Дед Пихто по форме имени и ассоциации с новогодним деревом испытывает воздействие образа Деда Мороза.
Образ Деда Пихто проникает в детскую литературу: в 1973 году В. М. Шугаев опубликовал сказку про деда Пыхто, а в 1998 — Галина Кияшко опубликовала книгу сказок для детей в стихах под названием «Дед Пихто» (укр. Дід Піхто).
Во взрослой литературе он используется как символ «безымянности»: в 2000 году пермский писатель В. А. Киршин выпустил цикл прозы под таким же названием.

Герой… Взрослый человек, вполне вменяемый, он не может ответить на простой вопрос: «Ты кто?». Ну не знает он, кто он такой. И где его родина, не знает, потерял. И где заплутало его счастье… Он ищет… Он — «Дед Пихто». Он закономерен и неизбежен в бедламе нашей сегодняшней жизни.

В качестве символа «исконности», «русскости» образ Деда Пихто использован в ироническом стихотворении Александра Соколова, соединяющем аллюзии на пушкинское «Там чудеса, там леший бродит…» и синтез нецензурного и неподцензурного:

Хороша страна Россия!

Здесь пасется конь в пальто.

Здесь родился, жил и умер

Знаменитый дед Пихто!

В романе Евгения Лукина «Катали мы ваше солнце» (1997), написанном в жанре иронической фантастики, в качестве персонажа выведен «старый дед Пихто Твердятич».
Особенно активно Дед Пихто проникает в новогоднюю массовую культуру — он частый персонаж новогодних детских утренников и праздничных спектаклей. Изображается чаще всего как условно-«русский» проказливый старик с зелёной («пихтовой») бородой. Сближается с нечистой силой, прежде всего с Лешим, например, в сценарии Ольги Бабаевой: «Дед Пихто — лесовик летний. Летом следит за порядком в сибирской тайге, зимой спит в своей норе».
Подобные представления проникают и в учебно-познавательную литературу. Например, автор «образовательного» раздела детского издания «Классный журнал» рассказывает детской аудитории:

Северные народы верили, что в тайге живёт Дед Пихто. Лесной дух вроде нашего лешего. Он строго следит за порядком в своих владениях. Зимой протаптывает тропинки в глубоком снегу, чтобы легче было ходить за дровами. Заблудившимся охотникам помогает найти дорогу домой. Именно он научил людей строить тёплые юрты. Но Дед Пихто хорошо относится только к тем, кто бережёт природу. Тех же, кто ломает деревья, мусорит и устраивает пожары в лесу, ждёт суровое наказание.

На сайте «Няня.Ру» автор статьи о загадках для детей сообщает уже взрослой аудитории:

Лешего мы до сих пор называем тайным именем «дед Пихто», опасаясь, как бы он чего дурного не натворил, а когда по грибы пойдём, в глухой лес не завёл.

Иногда проступает эротическое происхождение образа, например в сценке из выступления команды КВН «7-40» (ВГТУ):

— Катя, я знаю — у тебя кто-то есть!
— Ах, он знает про Васю… А кто?
— Кто-кто, дед Пихто!
— Боже, он и про деда знает…